# Lilla tjärnet, Dalsland
Lilla tjärnet är en sjö i Färgelanda kommun i Dalsland och ingår i Örekilsälvens huvudavrinningsområde.